# チラー
チラー(chiller)とは、水や熱媒体の液温を管理しながら循環させることで、様々な種類の産業機器、計測機器、食品加工機器、理化学機器などの温度を一定に保つための装置の総称。 主に冷却に用いる場合が多いことから「chiller(chill=冷やす)」と呼ばれるが、実際には冷やすだけでなく温めることもあり温度域は様々。
装置内部は、フロン冷媒を使った冷凍機と水を循環させる水回路からなり、冷却器を通して冷媒と水が熱交換を行っている。冷却方式には空冷式と水冷式がある。